# 滋賀ディーシーカード
株式会社滋賀ディーシーカード（しがディーシーカード、The Shiga DC Card Co.,Ltd.）は滋賀銀行の系列会社であり、三菱UFJニコスのフランチャイジーである。同行の顧客基盤を基に主に滋賀県内でDCカードの発行、加盟店の獲得をしている。

## 関連会社
- 滋賀銀行
- 三菱UFJニコス